# Oberkurzheim
Oberkurzheim est une ancienne commune autrichienne du district de Murtal en Styrie.
Depuis le premier janvier 2015 elle fait partie de la municipalité nouvelle de Pöls-Oberkurzheim.